# Fundamentaloption
Fundamentaloption oder Grundentscheidung bezeichnet in Philosophie und Theologie die freie Wahl einer wesentlichen menschlichen Haltung, in welcher die Person vor eine Alternative gestellt ist, die das Zentrum ihrer Existenz betrifft und die ihr eine grundlegende Lebensorientierung verleiht.

## Begriffsgeschichte
Sören Kierkegaard verhalf dem Konzept der Fundamentaloption in der Philosophie zu einer ersten Anerkennung. Einer der Ersten, die den Begriff „Grundentscheidung“ in der Theologie verwendet haben, war Pierre Tiberghien (1934), Professor am Katholischen Institut von Lille. Hinsichtlich der Etablierung und breiteren Durchsetzung der Bezeichnung „Grundentscheidung“ in der Theologie war der flämische Jesuit Piet Fransen maßgeblich beteiligt, der 1952 den Begriff „option fondamentale“ erneut vorgeschlagen und auf transzendentalphilosophische und -theologische Weise gedeutet hat.

## Sachlicher Gehalt
In der eigentlichen Tiefe seiner Person verwirklicht der Mensch kraft einer ursprünglichen sittlichen Freiheit seine Grundentscheidung oder Fundamentaloption, in der er ganzheitlich Stellung nimmt zu seinem Leben, d. h. zu seiner Person, zur Mit- und Umwelt und zur transzendenten Dimension seiner Existenz, welche in philosophischer Deutung auf den Inbegriff des Wahren und Guten und theologisch auf Gott verweist.
Im Leben kommt es nicht nur auf die sittlich gute Grundeinstellung zu dem vom Menschen anerkannten Sinnziel des Lebens an, sondern auch auf viele Einzelentscheidungen. Die konkreten Einzelentscheidungen sind trotz aller Verwiesenheit des Gewissens auf sittliche Normen nicht einfach vorgegeben, sondern werden in der Einheit von Gewissenseinsicht und lebenspraktischer Erfahrung in ihrem Anspruch erkannt und in freier Entscheidung in die Tat umgesetzt.
Hier realisiert der Mensch, dass eine ursprünglich gute Grundentscheidung (Fundamentaloption) durchzuhalten ist in den konkreten Einzelentscheidungen. Es gibt im Bereich menschlicher Freiheit keinen „sittlichen Automatismus“ des Ein-Für-Allemal, sondern je neu und konkret hat sich das sittliche Leben zu bewähren, in Anerkennung allgemeingültiger Normen, aber zugleich in Auseinandersetzung mit der individuellen Lebenswirklichkeit.

## Aktueller Forschungsstand
Die ethische und moraltheologische Diskussion über den Zusammenhang von Grundentscheidung und konkreten sittlichen Verhaltensweisen ist in den letzten Jahren zu einem relativen Abschluss gekommen. Wichtige Klärungen erfolgten durch Autoren wie Karl Rahner, Hans Reiners und Antonio Nello Figa. Das wesentliche Ergebnis lautet: Das Menschsein muss sowohl in seiner Innen-, wie auch in seiner Außenseite ernst genommen werden; es darf nicht dualistisch aufgespalten werden. Grundentscheidung realisiert sich immer im Zusammenhang von konkreter sittlicher Entscheidung und Tat. Das bedeutet, dass eine positive oder negative Grundentscheidung durch eine ihr widersprechende konkrete Entscheidung mit entsprechendem existentiellen Gewicht auch revidiert werden kann.
Vom Standpunkt des Lehramts der Katholischen Kirche aus ist in der am 6. August 1993 veröffentlichten Enzyklika „Veritatis splendor“ (Nr. 65–70) von Papst Johannes Paul II. gleichsam ein Durchbruch gelungen, der die Thematik und das Konzept der Grundentscheidung in ihrer Bedeutung für die Moraltheologie anerkennt. Der subjektive und objektive Bereich der Moral werden als Einheit begriffen. Von einer integralen Anthropologie aus verbietet sich jede Dissoziierung von Grundentscheidung und konkreten sittlichen Verhaltensweisen. Ebenso wird eine „Moral der Akte“ überwunden, die diese nur isoliert voneinander betrachtet. Diese finden das Prinzip ihrer Einheit und Verinnerlichung in einer recht verstandenen fundamentalen Option der Person.